# کاستلچیویتا
کاستلچیویتا (به ایتالیایی: Castelcivita) یک کومونه در ایتالیا است که در استان سالرنو واقع شده‌است.

## خصوصیات
کاستلچیویتا ۵۷ کیلومترمربع مساحت و ۱٬۹۰۲ نفر جمعیت دارد و ۴۸۷ متر بالاتر از سطح دریا واقع شده‌است.